# Пільський повіт
Пільський повіт (пол. powiat pilski) — один з 31 земських повітів Великопольського воєводства Польщі.
Утворений 1 січня 1999 року в результаті адміністративної реформи.

## Загальні дані
Повіт знаходиться у північній частині воєводства.
Адміністративний центр — місто Піла.
Станом на 1.01.2008 населення становить 137 169 осіб, площа 1268,22 км². Повіт складається з однієї міської гміни, 6-х місько-сільських та 2-х сільських.
Через одне з міст повіту — Уйшчє проходить географічний кордон між Великопольською та Поморрям. Через північну частину регіону проходить багато мальовничих річок: Гвда, Добжица, Пілава, Ружица та Лобзонка. Привабливе розташування, гарна природа, чиста вода та повітря дають хороші перспективи для розвитку туристичної галузі, яка є одним з джерел доходу місцевих мешканців, та підтримується Локальними органами влади в справі протидії безробіттю. Повіт є типово сільсько-господарським. Важливе місце в економіці повіту займає лісництво, а відповідно і виробництво паперу та меблів.
Виробництво головним чином розташовано у Пілі. Найбільшим закладом є фабрика виробництва ламп Philips Lighting Poland S.A. Також значне місце займають Проектно-інженерне підприємство «Еколог», Польське Нафто- та Газовий промисел, Відділ пошуку нафти та газу, а також друкарня Вінковскі. За містом існує Заклад аграрно-споживчого виробництва Фармутіл ХС Холдинг в Шмілові на території гміни Качори. Крім цих підприємств знаходиться тут багато закладів виробничих, ремісничих, надання послуг, магазинів. В умовах ринкової економіки настав бум індивідуального підприємництва.
У Пільському повіті відбувається одразу кілька заходів загально-польського та міжнародного рангу. Багато років Піла приймає Міжнародний фольклорний фестиваль «Буковинські зустрічі», головний ініціатором якого є Польський Дім Культури. Знають Пілу також вболівальники мотоспорту та волейболу. В місті також є Вища професійна Школа, багато філій ВНЗ.

## історія
На терени повіту з українських етнічних територій були депортовані 1437 українців у 1947 році (т. з. акція «Вісла»).

## Пам'ятки
На території Пільського повіту знаходиться кілька пам'яток історії. Особливо цікавими для туристів є два об'єкти: костьол 17 сторіччя в стилі бароко в Скшатушові та монастир Місіонерів святої родини в Гурці Кляшторній. Безсумнівно цікавинкою є найбільший в Європі семиметровий хрест, зроблений з одного бруса дерева, який знаходиться в костьолі св. Антонія в Пілі.

## Демографія
Демографічні дані повіту станом на 30.06.2005:
|       | Всього  | Всього | Жінки  | Жінки | Чоловіки | Чоловіки |
| ----- | ------- | ------ | ------ | ----- | -------- | -------- |
|       | осіб    | %      | осіб   | %     | осіб     | %        |
| Повіт | 137 127 | 100    | 70 198 | 51,2  | 66 929   | 48,8     |
| Міста | 90 273  | 100    | 46 877 | 51,9  | 43 396   | 48,1     |
| Села  | 46 854  | 100    | 23 321 | 49,8  | 23 533   | 50,2     |